# Alta Ribagorça
L'Alta Ribagorça (nome ufficiale in lingua catalana; in spagnolo Alta Ribagorza) è una delle 41 comarche della Catalogna, con una popolazione di 4.431 abitanti; suo capoluogo è El Pont de Suert. Venne istituita nel 1987, assieme alle altre comarche del Pla d'Urgell e del Pla de l'Estany.
Amministrativamente fa parte della provincia di Lleida, che comprende 13 comarche.

## Lista dei comuni dell'Alta Ribagorça
| città            | superficie | popolazione | densità       |
| ---------------- | ---------- | ----------- | ------------- |
| El Pont de Suert | 148,14 km² | 2.725 ab.   | 15,6 ab./km²  |
| La Vall de Boí   | 219,49 km² | 1.062 ab.   | 4,80 ab./km²  |
| Vilaller         | 59,23 km²  | 644 ab.     | 10,87 ab./km² |